# Prospérité
La prospérité est une période de croissance économique où la qualité de vie de l'ensemble de la population de la région géographique est qualifiée de satisfaisante. Elle est le résultat d'un faible taux de chômage, d'une économie florissante, d'une stabilité politique, d'une qualité de soins de santé disponible et d'une appréciation générale des individus de leur condition.

## Étymologie
Selon le Dictionnaire historique de la langue française, c'est au XIIe siècle que le terme de prospérité a acquis une partie de son sens actuel : « État de ce qui est prospère, heureuse situation ». Il vient du latin prosperare qui signifie rendre heureux, faire réussir, obtenir le succès. Le sens économique du terme prospérité, « état d'abondance, augmentation des richesses », est quant à lui beaucoup plus tardif puisque l'usage ne semble avéré qu'à partir de 1751, avec la naissance de l'économie politique. Depuis la fin des années 1990 de nombreux groupes de réflexion, ONG, universitaires et think tanks divers proposent de remettre en cause les instruments d'évaluation des performances d'une société.

## Prospérité ou croissance
Depuis l'antiquité, des philosophes et religieux estiment que des groupes ou une société peuvent vivre heureux sans dépendre d'un système basé sur la croissance et l'exploitation continue de nouvelles ressources et ressources naturelles.
Un des courants du développement soutenable continue à porter cette idée, avec par exemple Tim Jackson et Amartya Sen qui estiment que la prospérité consiste à vivre bien, et qu'il est possible de rompre avec la nécessité de taux de croissance toujours plus élevé et donc d'obtenir une Prospérité sans croissance matérielle. D'autres parlent de « sobriété heureuse » ou d'économie circulaire.

« En 2003 la Commission sur le développement soutenable mise en place au Royaume-Uni publiait un rapport… qui avait attiré l'attention sur l'existence d'une "dissonance cognitive" entre croissance économique, durabilité environnementale et bien-être humain. »

Encore, l'économiste canadien Jim Stanford soutient cette thèse en disant qu'il ne faut pas confondre la prospérité avec un plus grand pouvoir d'achat. 

« La prospérité ne se limite pas à la possibilité de posséder plus de choses : elle consiste plutôt en un sain équilibre entre consommation privée, services publics et loisir. »